# Петнадесет тивериополски мъченици
Петнадесетте тивериополски мъченици (на гръцки: Άγιοι πεντεκαίδεκα Μάρτυρες) са група раннохристиянски мъченици, почитани като светци-мъченици от Православната църква. Всъщност броят им е 16 (предвидено е да бъдат обезглавени, но един от тях - епископ Тимотей Тивериополски - не дочаква това и е заменен от мирянина Етимасий). Последният, както и Теодор Никейски, участник в Първия вселенски събор в 325 година, свещениците Петър, Йоан, Сергий, Теодор и Никифор, дяконите Василий и Тома, монасите Йеротей, Данаил, Харитон, Сократ, Комасий и Евсевий са екзекутирани на 28 ноември 362 г. по време на гонение над християните при император Юлиан Апостат, след като известно време преди това някои от тях успяват да се укрият от предходно, бягайки в района на град Тивериопол (днес Струмица), намират поддръжници и съвместно се отдават на мисионерска дейност там.
Основен исторически извор за тях е житие, писано от византийският книжовник от началото на XII век Теофилакт Охридски . По негови данни, за мъчениците е съчинена прослава, а богослужението е проведено на български език, по време на което свещениците са ученици на Климент Охридски.

## Мощи
Погребани са от местните християни в каменни саркофази, на които изписват имената им. В Тивериопол се развива култ към тях, но после градът е разрушен в хода на славянските и аварските нашествия и запустява, а споменът за гробовете на мъчениците (затрупани под руините) остава в местните предания. 

След покръстването на България в 864 г., княз Борис I нарежда на комит Тарадин, който управлява тези земи, да издири мощите на петнадесетте тивериополски мъченици, прочули се като чудотворни. Откопават част от тях и отнасят някои (на Тимотей, Комасий и Евсевий) в строящия се катедрален храм на река Брегалница, а други са оставени на местното население и се съхраняват в църквата му, но и те са пренесени в новия храм по времето на цар Симеон I.
По време на османското нашествие църквата на Брегалница е разрушена и мощите отново се изгубват. От останалите по-рано в Струмица, там е запазена единствено останка от една ръка, приписвана на Петър. По време на Балканските войни в 1913 година тя е отнесена от гърци в Кукуш и във връзка с това Тивериополските мъченици са обявени и за патрони на този град. Струмишките жители също ги имат за покровители на селището си и ги тачат. На предполагаемото място на екзекуцията им е изграден съвременен храм, който е наследник на няколко по-стари храма.
| Име      | Име       | Занимание             | От         |
| -------- | --------- | --------------------- | ---------- |
| Теодор   | Θεόδωρος  | никейски епископ      |            |
| Тимотей  | Τιμόθεος  | тивериополски епископ | Никея      |
| Теодор   | Θεόδωρος  | свещеник              | Тивериопол |
| Никифор  | Νικηφόρος | свещеник              | Тивериопол |
| Йоан     | Ιωάννης   | свещеник              | Тивериопол |
| Петър    | Πέτρος    | свещеник              | Тивериопол |
| Сергий   | Σέργιος   | свещеник              | Тивериопол |
| Тома     | Θωμάς     | дякон                 | Тивериопол |
| Василий  | Βασίλειος | дякон                 | Тивериопол |
| Комасий  | Κομάσιος  | монах                 | Никея      |
| Евсевий  | Ευσέβιος  | монах                 | Никея      |
| Даниил   | Δανιήλ    | монах                 | Тивериопол |
| Сократ   | Σωκράτης  | монах                 | Тивериопол |
| Харитон  | Χαρίτων   | монах                 | Тивериопол |
| Йеротей  | Ιερόθεος  | монах                 | Тивериопол |
| Етимасий | Ετιμάσιος | мирянин               | Тивериопол |